# Leymus
Leymus é um género botânico pertencente à família Poaceae.

## Sinônimos
- Aneurolepidium Nevski
- Anisopyrum (Griseb.) Gren. & Duval (SUI)
- Malacurus Nevski